# フリーセックス地帯を行く〜天国か地獄か
『フリーセックス地帯を行く〜天国か地獄か』（フリーセックスちたいをゆく〜てんごくかじごくか、原題: Svezia inferno e paradiso 英題: Sweden: Heaven and Hell）は、1968年のイタリア映画。
DVDタイトル：天国か、地獄か〜スゥエーデン、ヘヴン・アンド・ヘル

## 概説
ルイジ・スカチーニがスウェーデンで半年間のロケを敢行し、当時フリー・セックス大国だったスウェーデンの実態を暴くというモンド映画。
挿入曲「マナ・マナ」はアメリカ・ビルボードで55位を記録し、セサミストリートのスケッチに流用されたことにより、マペットの作品世界でのシグネチュア・チューンとなる。

## スタッフ
- 監督・脚本：ルイジ・スカチーニ
- 製作：マリオ・ボルヒ
- 撮影：クラウディオ・ラッカ
- 音楽：ピエロ・ウミリアーニ
- オリジナル・ナレーション：エドマンド・パードム
- 日本語版ナレーション：三国一朗